# Tricholathys saltona
Tricholathys saltona är en spindelart som beskrevs av Chamberlin 1948. Tricholathys saltona ingår i släktet Tricholathys och familjen kardarspindlar. Inga underarter finns listade i Catalogue of Life.